# 原かれん
原 かれん（はら かれん、2001年〈平成13年〉3月15日 - ）は、日本のアイドル、YouTuber、コスメレビュアー。女性アイドルグループ・NMB48の元メンバー。大阪府出身。

## 略歴
2018年7月28日にインテックス大阪で行われた握手会イベントにてNMB48第6期生としてお披露目。
2020年1月1日に行われた「NMB48 新春特別公演2020」において、正規メンバー昇格とチームBIIへの所属が発表される。
同年8月19日発売のNMB48の23作目のシングル「だってだってだって」で初めてシングル表題曲の選抜メンバーに選出。
2022年1月1日、「2022 新春組閣発表」において、チームMへの異動とチームMキャプテン就任が発表された。2月11日にNMB48劇場で新公演「恋は突然やってくる」公演の初日を迎え、原チームMとして新体制が始動。
2024年9月14日、『TeamM「Mのサイン」』公演にて、卒業発表した。同年11月7日、『TeamM「Mのサイン」』公演にてNMB48としての活動を終了した。

## 人物
野球が好きで、プロ野球ではオリックス・バファローズのファンである。

## NMB48での参加楽曲

### シングル選抜楽曲
- 「僕だって泣いちゃうよ」に収録
  - 夢は逃げない - 研究生名義
- 「床の間正座娘」に収録
  - 2番目のドア
- だってだってだって
  - Be happy  - 「Team BII」名義
- 恋なんかNo thank you!
  - アイラブ豚まん
  - 青春念仏 - 「Team BII」名義
- シダレヤナギ
  - 落とし穴
  - 選ばれし者たち - 「きゅんmart」名義
- 恋と愛のその間には
  - 夢中人
- 「好きだ虫」に収録
  - なぜ、僕は立ち上がるのか? - 「Team M」名義
  - Time bomb -「アンダーガールズ」名義
- 渚サイコー!
  - 職員室に行くべきか? - 「Team M」名義
- 「これが愛なのか?」に収録
  - Now
  - 青春ジャンプ - 「Team M」名義
- 「がんばらぬわい」に収録
  - めっちゃラブユー - 「紅組」名義

### アルバム選抜楽曲
- 『NMB13』に収録
  - Done
  - 青春のラップタイム 2023
  - Enjoy無礼講！ - 「りぷりっぷる」名義
  - 想像のピストル

## 出演

### テレビドラマ
- 第1話 シーズン2 #8 旅館若女将奮闘モノ「ミス女将」（2020年9月6日、朝日放送テレビ） - 鮒井の彼女 役

### 舞台
- 吉本新喜劇×NMB48 ミュージカル「ぐれいてすと な 笑まん」（2022年5月14日 - 22日、COOL JAPAN PARK OSAKA WWホール / 5月26日 - 29日、明治座）[10]

### イベント
- 第30回 マイナビ 東京ガールズコレクション 2020 SPRING/SUMMER（2020年2月29日、国立代々木競技場第一体育館）[11][12]
- オリックス・バファローズ対北海道日本ハムファイターズ戦 特別始球式（2023年4月8日、京セラドーム大阪）[13]
- NTTジャパンラグビーリーグワン2022 - 23 中国PR戦（2023年2月12日、ヨドコウ桜スタジアム） - アンバサダー[14]